# 4Players
4Players é uma revista alemã que trata de jogos eletrônicos para computadores e videogames. Ela já hospedou o famoso jogo Tibia.